# Marjan Laznik
Marjan Laznik, slovenski fotograf, * 1964, Maribor.

## Življenjepis
Laznik živi in deluje v Mariboru. S fotografijo se je pričel ukvarjati leta 1982, ko je postal član Foto kinokluba TAM Maribor. Že naslednje leto, leta 1983 pošlje svoje prve fotografije na razpis za Mladinsko republiško razstavo fotografij v Vuzenici. Žirija (vodja žirije g. Stojan Kerbler) mu prisodi 2.nagrado za posamezno fotografijo.
Na osnovi pridobljenih točk za nagrajene in razstavljene fotografije, mu Foto zveza Slovenije leta 1990 dodeli naziv »Fotoamater 1.razreda (FA1 .FZS)«, leto prej (1989) pa naziv »Foto instruktor FZS« in pisno priznanje Foto zveze Slovenije za uspešno delo in pomoč pri izvedbi republiške razstave diapozitivov.
Svoje fotografije priložnostno objavlja v različnih revijah in časopisih (spletni časopis RockOnNet, Večer, Ekipa Arhivirano 2006-08-30 na Wayback Machine., Dnevnik, Varnostnik, ipd.), nekaj let (1989-1991) je bil »službeni« fotograf prireditve FolkArt, redno pa fotografsko beleži različne prireditve, ki spadajo pod Zvezo kulturnih društev Slovenije oz. Javni sklad za kulturne dejavnosti, fotke se najdejo še na kakšnem plakatu ali ovitku CD-ja (zgoščenke), katalogu, prospektu, ipd.
Svoje znanje prenaša na ljubitelje fotografije skozi fotografske tečaje, delavnice in predavanja.

## Delo
Pripravil je 12.samostojnih razstav in sodeloval na 12-tih klubskih razstavah, do leta 1996 pa je svoja dela poslal na 194 razstav umetniške fotografije doma in po svetu, na katerih je razstavljal 98 črno-belih fotografij in 142 diapozitivov, prejel 27 nagrad (5 zlatih, 4 srebrne, 4 bronaste in 14 diplom oz.pohval).

### Samostojne razstave
- 1984    -    Maribor, Jeklotehna Maribor
- 1989    -    Maribor, Fotosalon Maribor
- 1990    -    Maribor, Tima OCM
- 1992    -    Maribor, Foto kinoklub TAM
- 1992    -    Maribor, Mali salon knjižnice Rotovž
- 1993    -    Maribor, Galerija Media Nox
- 1996    -    Maribor, Fotosalon
- 2004    -    Maribor, Jazz klub Satchmo
- 2008    -    Maribor, Likovno razstavišče Rotovž
- 2009    -    Malečnik, Osnovna šola
- 2010    -    Maribor, Jazz klub Satchmo
- 2010    -    Celje, Fotosalon

### Skupinske razstave
- 1984    -    Maribor, Fotosalon
- 1992    -    Maribor, Fotosalon
- 1994    -    Maribor, Fotosalon
- 2004    -    Ljubljana, Mala galerija Cankarjevega doma - Iskanje zvenenja (Jazz fotografija)
- 2004    -    Maribor, Galerija Kibela (Narodni dom Maribor) - Iskanje zvenenja (Jazz fotografija)
- 2008    -    Vukovski dol, Galerija Da Vinci Žmavc - 3. mednarodna likovna kolonija
- 2009    -    Vukovski dol, Galerija Da Vinci Žmavc - 4. mednarodna likovna kolonija
- 2009    -    Pitschgau, Lateinberg, Eibiswald, Avstrija - “Kunst in der landschaft” - 1.mednarodna likovna kolonija
- 2010    -    Maribor, Razstavišče Rudolf, Društvo ljubiteljev fotografije Maribor - Oko vidi svoj svet
- 2010    -    Celje, Fotosalon - Foto potovanja
- 2010    -    Vukovski dol, Galerija Da Vinci Žmavc - 5. mednarodna likovna kolonija
- 2010    -    Maribor, Galerija E2RD - projekt PRINC.E2RD